# NGC 1626
NGC 1626 je galaksija u zviježđu Eridanu.

## Vanjske poveznice
- SEDS: NGC 1626